# João Aguiar
João Casimiro de Aguiar (Lisboa, 28 de Outubro de 1943 - Lisboa, 3 de Junho de 2010), conhecido profissionalmente como João Aguiar, foi um jornalista e escritor português. Viveu durante a infância na Beira, Moçambique. Licenciado em jornalismo pela Universidade Livre de Bruxelas.
Publicou ao todo quinze romances, dois livros de contos, uma obra de não ficção (Lapedo-Uma Criança no Vale) e três séries juvenis. Parte da sua obra está traduzida em Espanha, França, Itália, Alemanha e Bulgária.

## Biografia
Trabalhou nos centros de turismo de Portugal em Bruxelas e Amesterdão. Regressou a Portugal em 1976, para se dedicar ao jornalismo.
Trabalhou para a RTP (onde iniciou a sua carreira em 1963) e para diversos diários e semanários como: Diário de Notícias, A Luta, Diário Popular, O País e Sábado. Em 1981, foi nomeado assessor de imprensa do então Ministro da Qualidade de Vida.
Colaborou regularmente na revista mensal Superinteressante, sendo membro do seu Conselho Consultivo. Foi ainda colaborador da revista TempoLivre.
Estreou-se como romancista na obra A Voz dos Deuses, em 1984.

### Morte
Morreu aos 66 anos, em Lisboa, vítima de um cancro.

## Obra Literária
Entre as suas obras contam-se títulos como:
- Uma incursão no esoterismo português (1983)
- A Voz dos Deuses (1984)
- O homem sem nome (romance) (1986)
- O trono do altíssimo (1988)
- O canto dos fantasmas (1990)
- Os comedores de pérolas (1992)
- A hora de Sertório (1994)
- A encomendação das almas (1995)
- Navegador solitário (1996)
- Inês de Portugal (1997)
- O dragão de fumo (1998)
- A catedral verde (2000)
- Diálogo das compensadas (2001)
- Uma deusa na bruma (2003)
- O sétimo herói (2004)
- O jardim das delícias (livro) (2005)
- O tigre sentado (livro) (2005, 2ª ed.)
- Lapedo – uma criança no vale (2006)
- O Priorado do Cifrão (2008)
- O Anel Roubado (2007)

### Antologia
- Rio das Pérolas: Pearl River (2000)

### Colecções infanto-juvenis
- O Bando dos Quatro
- Pedro & Companhia
- Sebastião e os Mundos Secretos

### Outras obras
- A Orquídea Branca, libreto para a ópera com música de Jorge Salgueiro, (estreada a 27 de Outubro de 2008)
- Eu vi morrer o III Reich, de Manuel Homem de Mello (Coordenação e comentários de João Aguiar) (Edições Vega, Lisboa, s.d.)

## Outras referências
- Lexicoteca Moderna Enciclopédia Universal, Lisboa, 1996